# Первомайская улица (Королёв)
Первомайская улица — улица в городе Королёве Московской области.

## История
Застройка улицы началась в 1948 году. 

## Трасса
Первомайская улица начинается от Шоссейной улицы и заканчивается у 2-й Институтской улицы.

## Организации

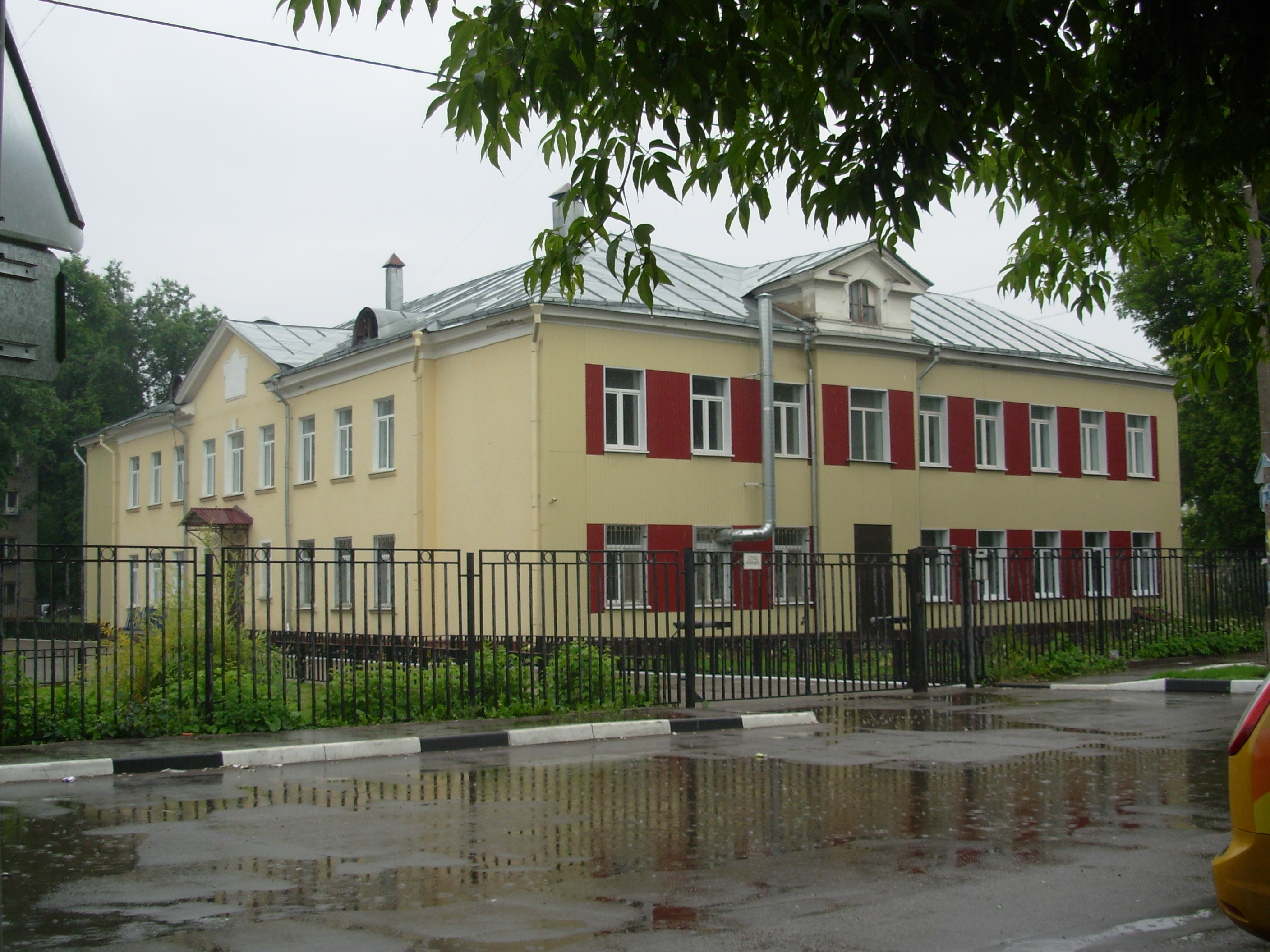
Школа, 2011 год

- дом 1: Пожарный гидрант № 0061 (K150, L7)
- дом 2: Пожарный гидрант № 0070 (K300, L52), Пожарный гидрант № 0067 (K200, L7)
- дом 3а: Кафе-шашлычная, Магазин «Продукты»
- дом 3: Пожарный гидрант № 0066 (K200, L6)
- дом 5: Пожарный гидрант № 0062 (K200, L14)
- дом 7а: Магазин «Продукты», Общежитие № 9 НПО «Энергия», Общежитие № 10 НПО «Энергия»
- дом 7б: Пожарный гидрант № 0071 (K300, L22)
- дом 7б: Магазин автозапчастей фирмы «Эргон»
- дом 7: Пожарный гидрант № 0063 (K200, L14)
- дом 9: Пожарный гидрант № 0072 (K200, L12)
- дом 11: Пожарный гидрант № 0064 (K100, L16)
- дом 13а: Автозаправочная станция «УНК» № 11
- дом 15а: Пожарный гидрант № 0073 (K200, L14)
- дом 15а: Магазин «Шины, диски»
- дом 15: Пожарный гидрант № 0065 (K100, L9)
- дом 17а: Магазин автозапчастей «Иномарки»